# Montirat (Aude)
Montirat é uma comuna francesa na região administrativa de Occitânia, no departamento de Aude. Estende-se por uma área de 12,67 km². Em 2010 a comuna tinha 73 habitantes (densidade: 5,8 hab./km²).